# Linhu, Jiangxi
Linhu (kinesiska: 临湖) är en köpinghuvudort i Kina. Den ligger i provinsen Jiangxi, i den sydöstra delen av landet, omkring 200 kilometer öster om provinshuvudstaden Nanchang. Antalet invånare är 30 329. Befolkningen består av 14 797 kvinnor och 15 532 män. Barn under 15 år utgör 32 %, vuxna 15-64 år 58 %, och äldre över 65 år 8,0 %.
Runt Linhu är det ganska tätbefolkat, med 239 invånare per kvadratkilometer. Närmaste större samhälle är Huanggu, 9,7 km söder om Linhu. Trakten runt Linhu består till största delen av jordbruksmark.
Genomsnittlig årsnederbörd är 2 757 millimeter. Den regnigaste månaden är juni, med i genomsnitt 493 mm nederbörd, och den torraste är oktober, med 41 mm nederbörd.